# 南洋眼蛺蝶
南洋眼蛺蝶（學名：Junonia hedonia），又名 恒春黑擬蛺蝶、岩崎擬蛺蝶、恆春黑擬蛺蝶。

## 描述
中型蛺蝶，翅正面紅褐色，基部深褐。前翅中室有兩枚褐斑，後翅亞外緣排有一列紅色眼紋。

## 分佈
主要分布於南洋地區，包括菲律賓、馬來半島南部、婆羅洲、印尼、新幾內亞及澳洲北部。
本種為[[]]臺灣的迷蝶，過去多紀錄於恆春半島。

## 棲地
本種常見於森林邊緣、林中空地或路旁，喜訪花與吸水，幼蟲以爵床科植物為食。